# Esteve Pàmies
Esteve Pàmies (Reus, segle xix - Tarragona, 1907) va ser un impressor i llibreter català.

## Litògraf i impressor. La Imprenta Reusense
Fill de Francesc Pàmies, d'ofici teixidor, Esteve Pàmies l'any 1858 ja tenia una impremta en funcionament a Reus, i el 1860 es va casar. Va obrir una litografia i papereria, l'any 1871, al raval de santa Anna, amb el nom de "Litografia Reusense", i és la primera impremta de les que van usar aquest sistema a Reus de la que en queden litografies datades. El 1849 ja hi havia hagut un litògraf a Reus, Adolf Alegret, segons n'informa l'historiador Andreu de Bofarull, empresa que va ser continuada a partir de 1860 per Fàbrega. El 1872 Esteve Pàmies va constituir una societat, "Pamies y Compañia" amb els socis Vilaseca i Miró, que es van instal·lar al carrer de santa Anna cantonada amb el carrer de Casals, on van obrir un local amb el nom d'Imprenta Reusense, i on van continuar també els treballs de litografia. Durant els anys 1872 i 1873 la Imprenta Reusense va imprimir llibrets i fulletons, i, com que els seus socis eren accionistes importants del Banc de Reus, les memòries que aquella entitat treia cada semestre i que havien estat impreses per Joan Muñoa fins que va plegar l'any 1870. El 1874 Esteve Pàmies va comprar nova maquinària per a imprimir diaris, i el novembre d'aquell any imprimia El Clamor del Pueblo, diari republicà que va substituir La Redención del Pueblo quan aquest últim va ser suspès per l'autoritat el gener de 1874. El Clamor del Pueblo va deixar de sortir a primers de desembre d'aquell any per un decret del govern de la Restauració que prohibia tots els diaris republicans, substituït de seguida per Les Circumstàncies, periòdic que portava un títol de resignada filosofia i que continuava els dos anteriors, fundat també per Güell i Mercader, i d'ideologia republicana moderada.

## La Imprenta del Centro
El primer de gener de 1878 Esteve Pàmies se separa dels seus socis, abandona la Imprenta Reusense i obre una altra impremta al raval de Martí Folguera número 4 (en aquella època es deia raval Baix de Jesús). El nou obrador portava el nom d'Imprenta del Centro. Des d'allí va desenvolupar una intensa activitat per tal de recuperar els seus antics clients i captar-ne de nous. Per l'octubre de 1878 tornava a imprimir Les Circumstàncies. El gener d'aquell mateix any ja estava imprimint l'Eco del Centro de Lectura, després d'haver presentat a la societat Centre de Lectura el pressupost més baix entre els diferents impressors reusencs. A l'any següent, però, la junta del Centre de Lectura es queixava de la lentitud d'Esteve Pàmies en la presentació de les galerades i va canviar d'impressor. El 1879 imprimia el setmanari satíric La Guita. Tal com feien altres impressors reusencs, dels seus tallers van sortir gran quantitat de romanços, que després es comercialitzaven a les llibreries de Joan Grau i de Joan Baptista Vidal. El 1880 va obrir al local de la impremta, una llibreria i papereria. A finals de 1882 va començar a imprimir El Reusense, un setmanari que portava el mateix nom que un altre imprès per Muñoa el 1870. El 1883 va sortir del seu taller El Imparcial Reusense, un diari de tendència independent.
El 1884 Esteve Pàmies va obrir una impremta a Tarragona. El 1886 va marxar definitivament de Reus i s'instal·là a la capital de la província, on va seguir com a impressor almenys fins al 1906. Sembla que va morir el 1907. Hi ha un llibret publicat per Esteve Pàmies que per la seva curiositat citem: Dictamen sobre el proyecto que don Ramón Correa ha presentado al Banco de Mataró para abastecer de aguas a la ciudad de Reus, emitido por los facultativos don José María Jordán y don Manuel Duran. Reus: Imprenta del Centro de E. Pámies, 1882.
La Imprenta Reusense, portada pels dos socis Vilaseca i Miró, que no eren impressors, sinó empresaris, van intentar seguir amb el negoci. Cap al 1884 van canviar de local, i s'instal·laren a la plaça de la Farinera cantonada amb el carrer de Vallroquetes. El 1885 van imprimir La Defensa, un diari polític de curta durada. Una segona època d'aquest periòdic la va imprimir més endavant Josep Maria Sabater. En aquesta etapa, la Imprenta Reusense va tenir una certa importància com a impressors de material d'oficina i de documents i formularis administratius. Van tancar el 1887.